# Blake Hughes
Blake Hughes, född 1986 i Salt Lake City i Utah (USA) är en amerikansk före detta backhoppare. Han tävlade internationellt mellan 2002 och 2009 och har deltagit i världscupen i backhoppning. 

## Karriär

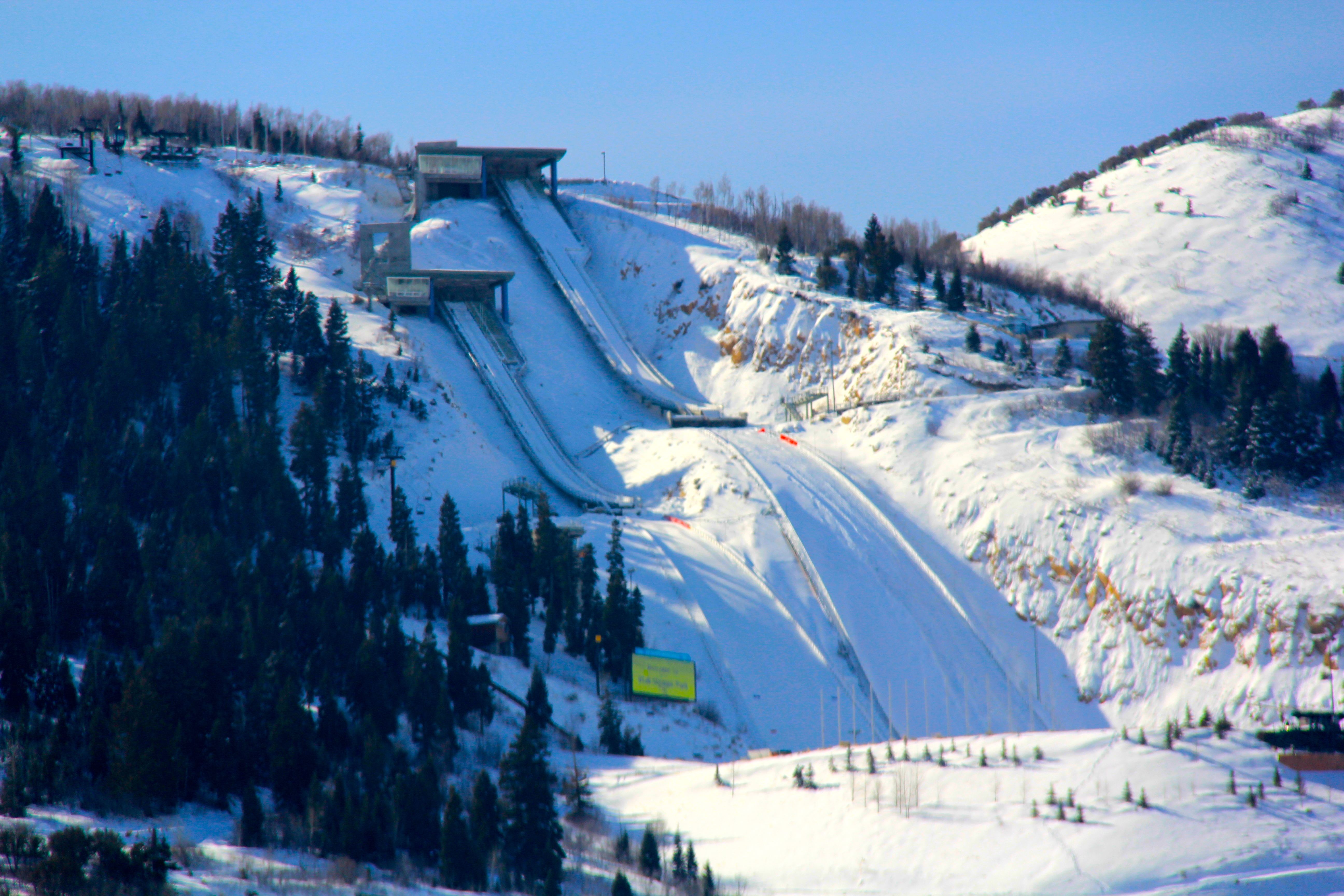
Utah Olympic Park, Blake Hughes hemmabacke

Blake Hughes startade sin karriär i sin hemort och tränade i hoppbackarna i Utah Olympic Park. Hughes började tävla internationellt säsongen 2001/2002. Hans bästa placering i Kontinentalcupen (ligan under Världscupen) var en tolfte plats i backen Snowflake i Westby, Wisconsin, den 27 januari 2002. Hughes var under 2000-talet överlag stabilt bland de trettio bästa i Kontinentalcupen. Han var även förhoppare under Olympiska vinterspelen 2002 på hemmaplan i Salt Lake City.
Hughes deltog i Juniorvärldsmästerskapen i nordisk skidsport 2003 och 2004, dock utan större framgång. Hughes personliga rekord och längsta hopp i karriären var när han hoppade 145 meter i Rukatunturibacken i Kuusamo på en inofficiell träning. 

### Världscupen
Hughes deltog sporadiskt i världscupen i backhoppning under säsongen 2008/2009, där hans bästa placering under vintern blev en fyrtionionde plats från Mühlenkopfbacken i Willingen i februari 2009. Han har inte tävlat på professionell nivå sedan sommaren 2009.

## Familj
Blake har en yngre syster född 1989. Abby Hughes, numera Abby Ringquist, var också hon backhoppare på elitnivå. Hon hade relativt stora framgångar internationellt tills hon slutade tävla år 2019.